# Tossal Miller
El Tossal Miller és una muntanya de 176 metres que es troba al municipi de Torres de Segre, a la comarca catalana del Segrià.